# Kanadas Grand Prix 1970
Kanadas Grand Prix 1970 var det elfte av 13 lopp ingående i formel 1-VM 1970. Detta var det andra av två grand prix som kördes på Mont-Tremblant-banan.

## Resultat
1. Jacky Ickx, Ferrari, 9 poäng
2. Clay Regazzoni, Ferrari, 6
3. Chris Amon, March-Ford, 4
4. Pedro Rodríguez, BRM, 3
5. John Surtees, Surtees-Ford, 2
6. Peter Gethin, McLaren-Ford, 1
7. Henri Pescarolo, Matra
8. Jean-Pierre Beltoise, Matra
9. François Cévert, Tyrrell (March-Ford)
10. George Eaton, BRM

### Förare som bröt loppet
- Tim Schenken, Williams (De Tomaso-Ford) (varv 79, för få varv)
- Graham Hill, R R C Walker (Lotus-Ford) (77, för få varv)
- Andrea de Adamich, McLaren-Alfa Romeo (69, oljetryck)
- Ronnie Peterson, Antique Automobiles/Colin Crabbe Racing (March-Ford) (65, för få varv)
- Denny Hulme, McLaren-Ford (58, motor)
- Jack Brabham, Brabham-Ford (57, oljeläcka)
- Jackie Oliver, BRM (52, för få varv)
- Jackie Stewart, Tyrrell-Ford (31, axel)
- Rolf Stommelen, Auto Motor und Sport (Brabham-Ford) (22, hantering)
- Jo Siffert, March-Ford (21, motor)